# Pseudagrion kaffinum
Pseudagrion kaffinum é uma espécie de libelinha da família Coenagrionidae.
É endémica de Etiópia.
Os seus habitats naturais são: rios. 